# Климент Зиновиев

Страница из сборника «Приповісті посполиті». 1700—1709 гг.

Климент (Климентий) Зиновиев (Климент Зиновиев сын, Климентий Трясця (середина XVII века — 1712, Черниговщина Российская империя) — малороссийский поэт, этнограф, священник.

## Биография
Родился на Правобережной Украине. Происходил из казацкого рода. Образование получил в школе дьячков, а затем в Киевском коллегиуме.
Принял монашеский постриг, был монастырским писарем, имел сан иеромонаха.
Обошел всю Украину, собирая пожертвования для монастыря, а также по монастырским делам. Жил на Закарпатье, Волыни, Киевщине, Слободской Украине, Запорожской Сечи.
Путешествовал по Украине и за её пределами, побывал в нынешних России, Польше, Беларуси, Литве). 
Знал церковнославянский, латинский, польский, русский языки, чаще пользовался белорусским и литовским языками. Писал на древневосточнославянском языке.
Представлял оригинальную народную культуру, носителями которой были странствующие дьяки.
Автор стихотворного сборника, составленного в начале XVIII века о повседневной жизни простых людей. Сборник состоит из четырех циклов. Герои произведения — крестьяне, ремесленники, мещане, бродяги, низшее духовенство. Стихи охватывают различные сферы быта и обычаев тогдашнего украинского общества, в них изображены реалистичные картины жизни, подробно описаны разнообразные промыслы и ремесла (около 100).
Один из первых украинских этнографов. Фольклорист. В 1700—1709 годах составил сборник «Притчи посполитые», в который вошли около 2 тысяч записанных им во время путешествий поговорок.
Ценность произведений Климентия Зиновиева сына в их художественном качестве, обусловленном живостью образного мышления поэта и органическим усвоением сокровищ народной речи. Он продолжил демократические традиции украинской литературы, которые брали начало с Иоанна Вишенского, выступая предтечей Григория Сковороды, а позже и Тараса Шевченко.